# Judo-Weltmeisterschaften 2015
Die 30. Judo-Weltmeisterschaften fanden vom 24. bis 30. August 2015 in der kasachischen Hauptstadt Astana im Eispalast Alau statt. Daran nahmen Vertreter von 123 Ländern teil.

## Ergebnisse

### Männer
| Gewichtsklasse | Gold            | Silber            | Bronze                       |
| -------------- | --------------- | ----------------- | ---------------------------- |
| - 60 kg        | Jeldos Smetow   | Rustam Ibrajew    | Toru Shishime                |
| - 60 kg        | Jeldos Smetow   | Rustam Ibrajew    | Kim Won-jin                  |
| - 66 kg        | An Ba-ul        | Michail Puljajew  | Golan Pollack                |
| - 66 kg        | An Ba-ul        | Michail Puljajew  | Rishod Sobirov               |
| - 73 kg        | Shōhei Ōno      | Riki Nakaya       | Saindschargalyn Njam-Otschir |
| - 73 kg        | Shōhei Ōno      | Riki Nakaya       | An Chang-rim                 |
| - 81 kg        | Takanori Nagase | Loïc Pietri       | Antoine Valois-Fortier       |
| - 81 kg        | Takanori Nagase | Loïc Pietri       | Victor Penalber              |
| - 90 kg        | Gwak Dong-han   | Kirill Denissow   | Warlam Liparteliani          |
| - 90 kg        | Gwak Dong-han   | Kirill Denissow   | Mashu Baker                  |
| - 100 kg       | Ryūnosuke Haga  | Karl-Richard Frey | Toma Nikiforov               |
| - 100 kg       | Ryūnosuke Haga  | Karl-Richard Frey | Dimitri Peters               |
| + 100 kg       | Teddy Riner     | Ryū Shichinohe    | Adam Okruaschwili            |
| + 100 kg       | Teddy Riner     | Ryū Shichinohe    | Jakiw Chammo                 |
| Teamwettbewerb | Japan           | Südkorea          | Georgien                     |
| Teamwettbewerb | Japan           | Südkorea          | Mongolei                     |

### Frauen
| Gewichtsklasse | Gold            | Silber              | Bronze                      |
| -------------- | --------------- | ------------------- | --------------------------- |
| - 48 kg        | Paula Pareto    | Haruna Asami        | Jeong Bo-kyeong             |
| - 48 kg        | Paula Pareto    | Haruna Asami        | Ami Kondo                   |
| - 52 kg        | Misato Nakamura | Andreea Chițu       | Érika Miranda               |
| - 52 kg        | Misato Nakamura | Andreea Chițu       | Darija Skrypnik             |
| - 57 kg        | Kaori Matsumoto | Corina Căprioriu    | Automne Pavia               |
| - 57 kg        | Kaori Matsumoto | Corina Căprioriu    | Dordschsürengiin Sumjaa     |
| - 63 kg        | Tina Trstenjak  | Clarisse Agbegnenou | Tsedewsürengiin Mönchdsajaa |
| - 63 kg        | Tina Trstenjak  | Clarisse Agbegnenou | Miku Tashiro                |
| - 70 kg        | Gévrise Émane   | María Bernabéu      | Fanny Posvite               |
| - 70 kg        | Gévrise Émane   | María Bernabéu      | Yuri Alvear                 |
| - 78 kg        | Mami Umeki      | Anamari Velenšek    | Luise Malzahn               |
| - 78 kg        | Mami Umeki      | Anamari Velenšek    | Marhinde Verkerk            |
| + 78 kg        | Yu Song         | Megumi Tachimoto    | Kanae Yamabe                |
| + 78 kg        | Yu Song         | Megumi Tachimoto    | Idalys Ortíz                |
| Teamwettbewerb | Japan           | Polen               | Deutschland                 |
| Teamwettbewerb | Japan           | Polen               | Russland                    |

## Medaillenspiegel
| Rang      | Land                | Gold | Silber | Bronze | Gesamt |
| --------- | ------------------- | ---- | ------ | ------ | ------ |
| 1         | Japan               | 8    | 4      | 5      | 17     |
| 2         | Frankreich          | 2    | 2      | 2      | 6      |
| 3         | Südkorea            | 2    | 1      | 3      | 6      |
| 4         | Kasachstan          | 1    | 1      | 0      | 2      |
| 4         | Slowenien           | 1    | 1      | 0      | 2      |
| 6         | Argentinien         | 1    | 0      | 0      | 1      |
| 6         | Volksrepublik China | 1    | 0      | 0      | 1      |
| 8         | Russland            | 0    | 2      | 1      | 3      |
| 9         | Rumänien            | 0    | 2      | 0      | 2      |
| 10        | Deutschland         | 0    | 1      | 3      | 4      |
| 11        | Polen               | 0    | 1      | 0      | 1      |
| 11        | Spanien             | 0    | 1      | 0      | 1      |
| 13        | Mongolei            | 0    | 0      | 4      | 4      |
| 14        | Georgien            | 0    | 0      | 3      | 3      |
| 15        | Brasilien           | 0    | 0      | 2      | 2      |
| 16        | Belgien             | 0    | 0      | 1      | 1      |
| 16        | Belarus             | 0    | 0      | 1      | 1      |
| 16        | Kanada              | 0    | 0      | 1      | 1      |
| 16        | Kolumbien           | 0    | 0      | 1      | 1      |
| 16        | Kuba                | 0    | 0      | 1      | 1      |
| 16        | Israel              | 0    | 0      | 1      | 1      |
| 16        | Niederlande         | 0    | 0      | 1      | 1      |
| 16        | Ukraine             | 0    | 0      | 1      | 1      |
| 16        | Usbekistan          | 0    | 0      | 1      | 1      |
| Insgesamt | Insgesamt           | 16   | 16     | 32     | 64     |